# Assendelfter Huhn

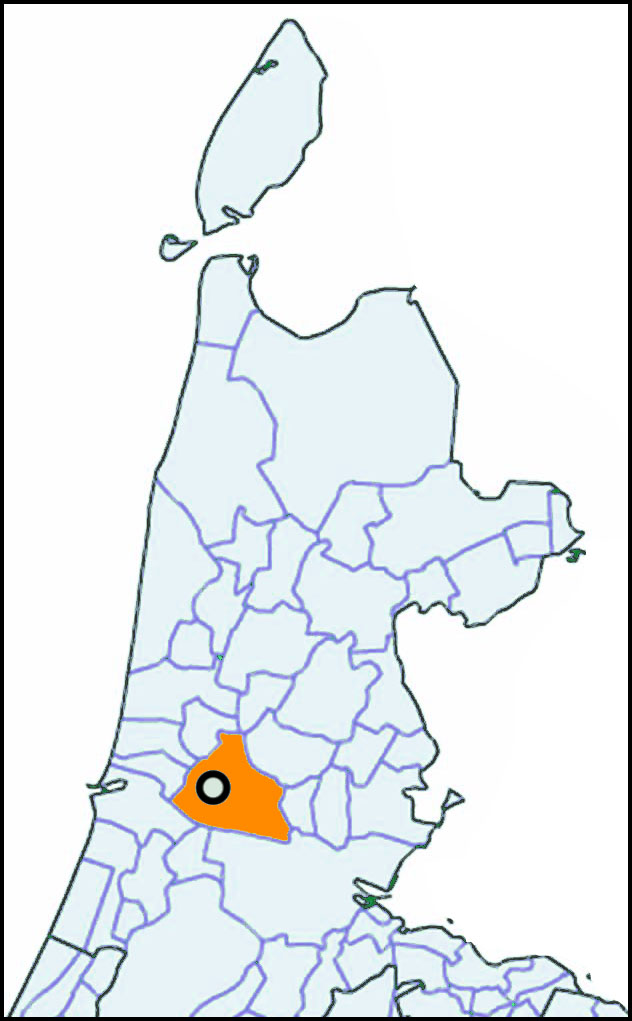
Assendelft in der niederländischen Provinz Noord-Holland

Das Assendelfter Huhn ist eine alte Haushuhnrasse aus Nordholland, welche in den Niederlanden verbreitet ist. Das Assendelfter Huhn gehört zu den Sprenkelhühnern und existiert in den Farbschlägen Silber-, Zitron und Gelbgesprenkelt. Die Rasse wurde nach dem Straßendorf Assendelft in der Gemeinde Zaanstad benannt.

## Eigenschaften
Die Tiere sind gute Futtersucher im Freilauf und stellen keine besonderen Haltungsanforderungen. Der Freilauf sollte jedoch nicht zu klein sein, da die Rasse recht mobil und aktiv ist. Diese fleißigen Leger wurden ehemals als Glucken für die Masthuhnzucht verwendet, da die Masthuhnrassen meist nicht mehr oder nicht sicher glucken. Heute werden sie als Landhühner gehalten.
Auf dem schlanken Kopf haben sie einen groben Rosenkamm und die Kehllappen sind eher klein.

## Zwergform
In den Niederlanden existiert auch eine Zwergform dieser Rasse.

## Sonderverein
In Deutschland wird die Rasse von keinem der Sondervereine betreut. In den Niederlanden betreut sie der 1981 gegründete Assendelfter en Noord-Hollandse Blauwen Club.

## Weblink
- Internetseite des Assendelfter en Noord-Hollandse Blauwen Clubs (auf Niederländisch)